# Las Ocho Fuentes de Agres
Las Ocho Fuentes de Agres, son una ruta urbana por la población de Agres que permite conocer un conjunto de infraestructuras hidráulicas protegidas dentro del Plan General de Agres.
En la actualidad, estas ocho fuentes abastecen a Agres con agua directa de la montaña, y están consideradas bien de relevancia local (BRL), por lo tanto forman parte del patrimonio cultural de la Comunidad Valenciana. Su nivel de protección es ambiental, debido a que contribuyen a definir el núcleo urbano histórico del pueblo.

## Historia y contexto
Los afluentes que brotan del río Serpis han permitido que Agres prosperase sobre las faldas de la Sierra de Mariola. Sus caudales han alimentado a lo largo de los siglos las huertas con sistemas de irrigación hispanoárabe que contribuyen, a su vez, a abastecer sus fuentes.  De este modo, se ha facilitado la vida de los agresanos que han dotado a los manantiales de un lenguaje artístico,  reflejo de su cultura. 
Algunas de estas fuentes contienen "taulellets," murales cerámicos de la zona, mientras que  otras mantienen el aura rural en sintonía con el terreno montañoso, dejando la superficie rocosa del trabajo en mampostería. Para facilitar el conocimiento de estos BRL existe la ruta urbana de las fuentes de Agres.

### La Fonteta (Ficha PA-2.1.4)

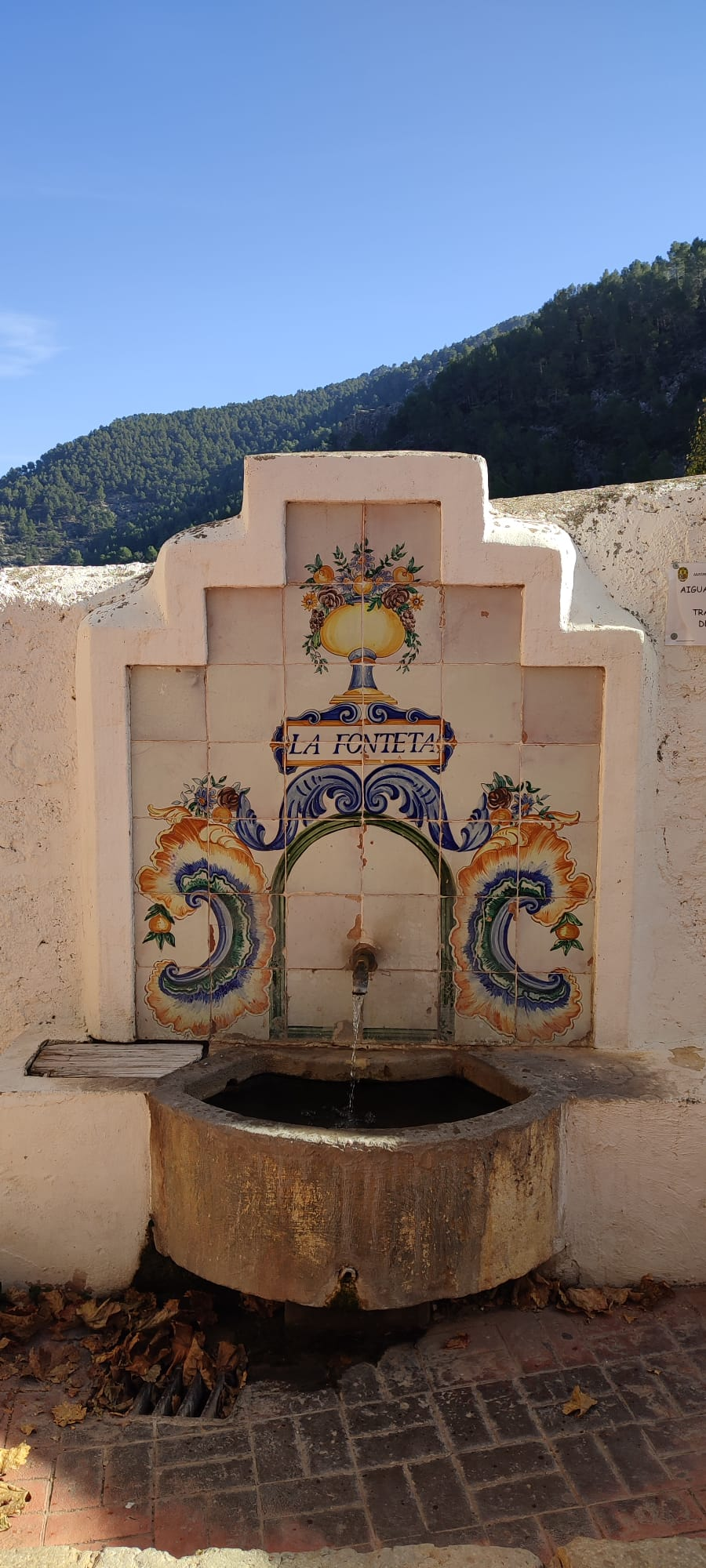
La Fonteta

### Font del Molí Dalt (Ficha PA-2.1.8)

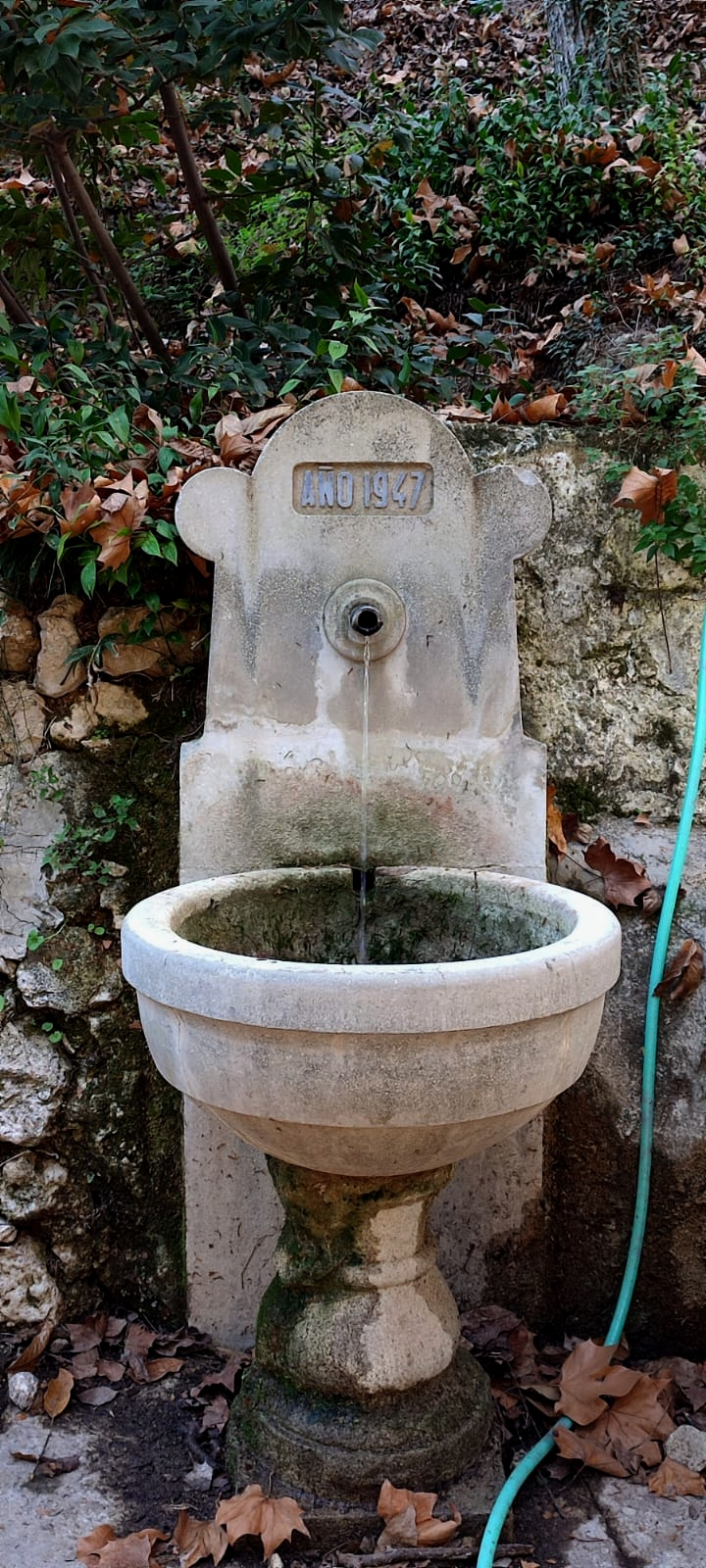
Font del Molí Dalt
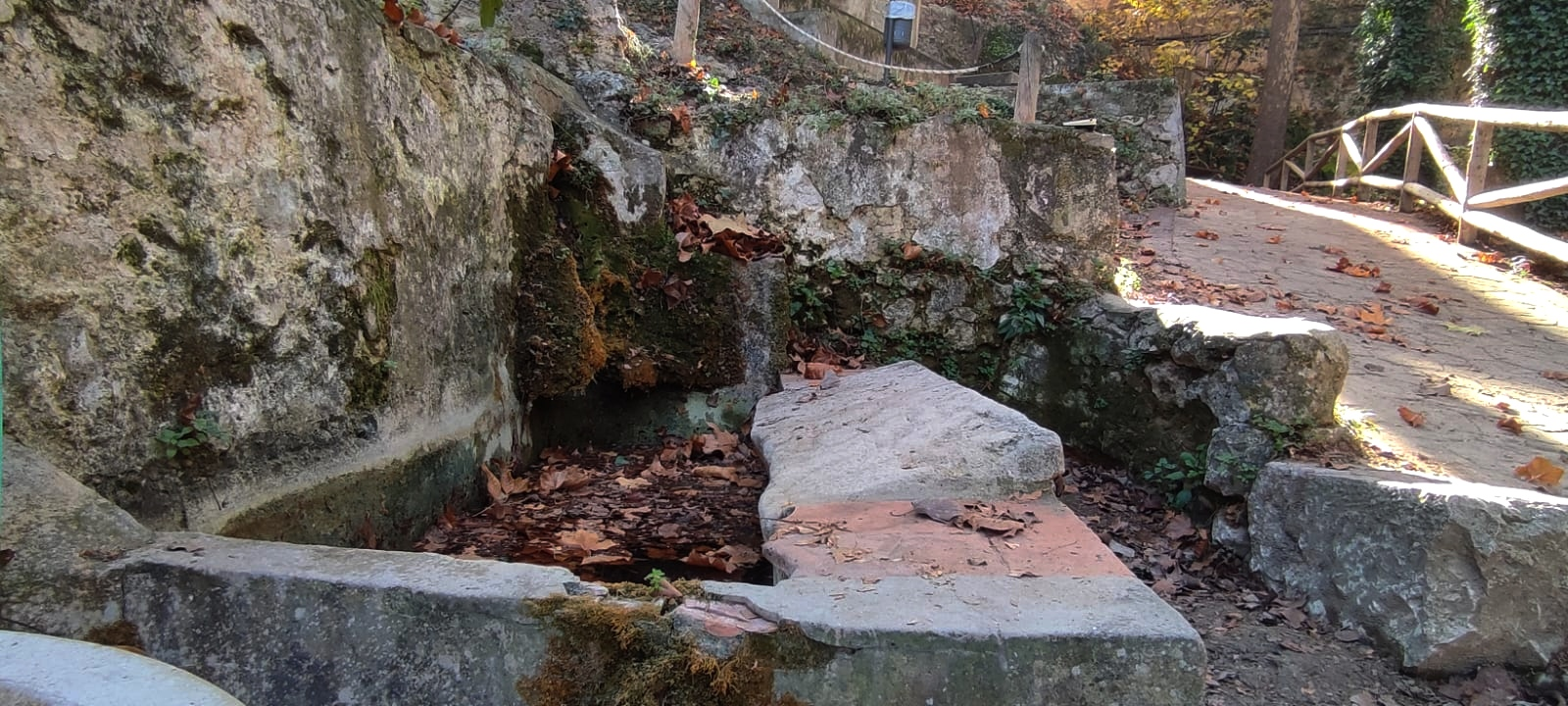
Lavadero del Molí Dalt

### Font de l’Assut (Ficha PA-2.1.1)

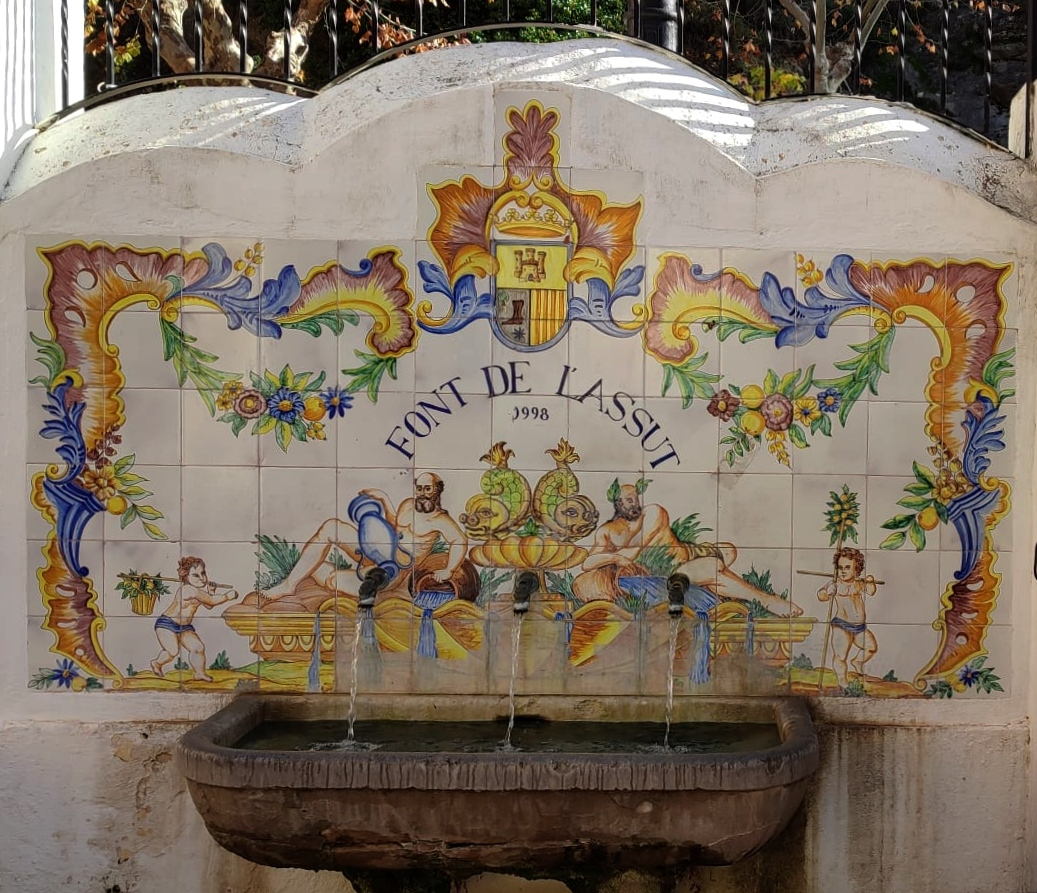
Font de l'Assut
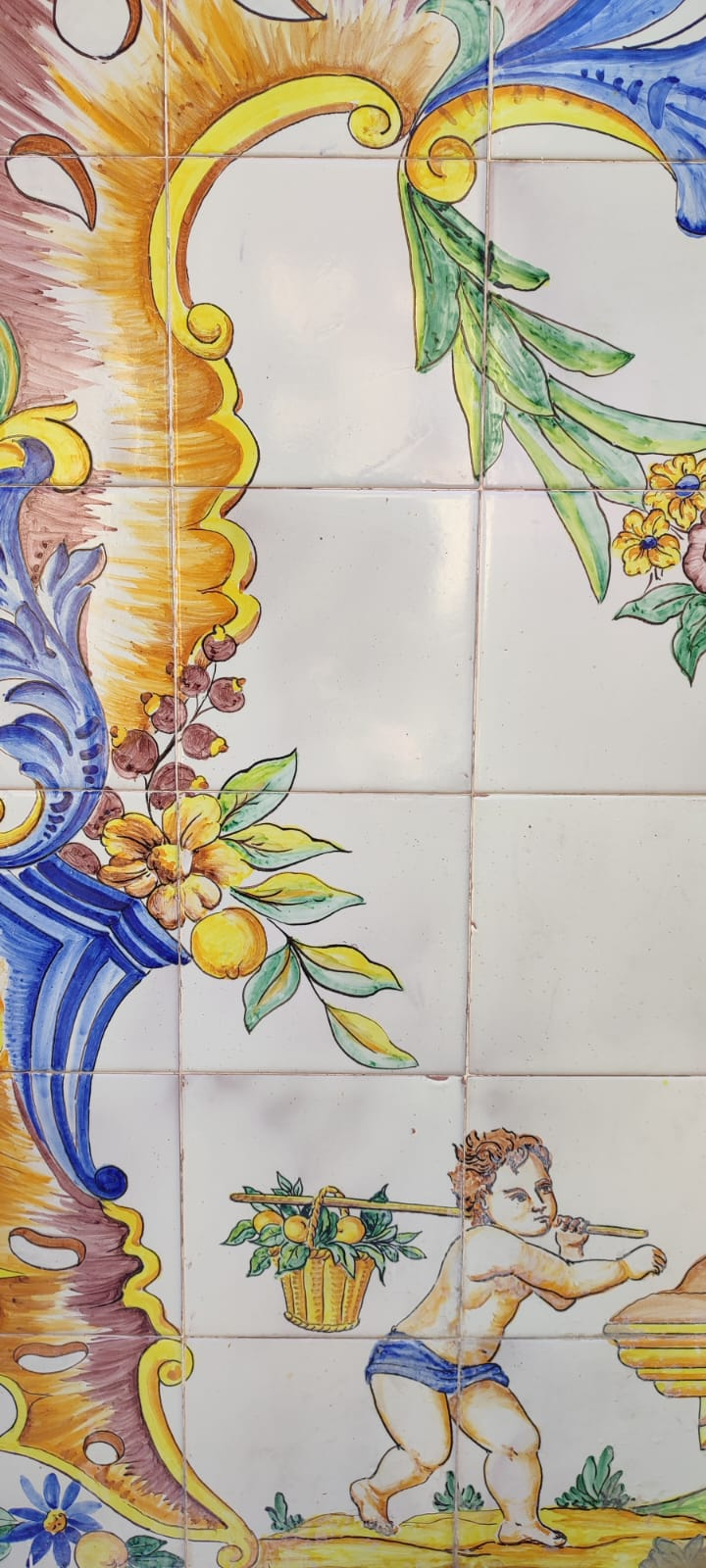
Detalle de taulellets de la Font de l'Assut

### Font del Convent (Ficha PA-2.1.7)

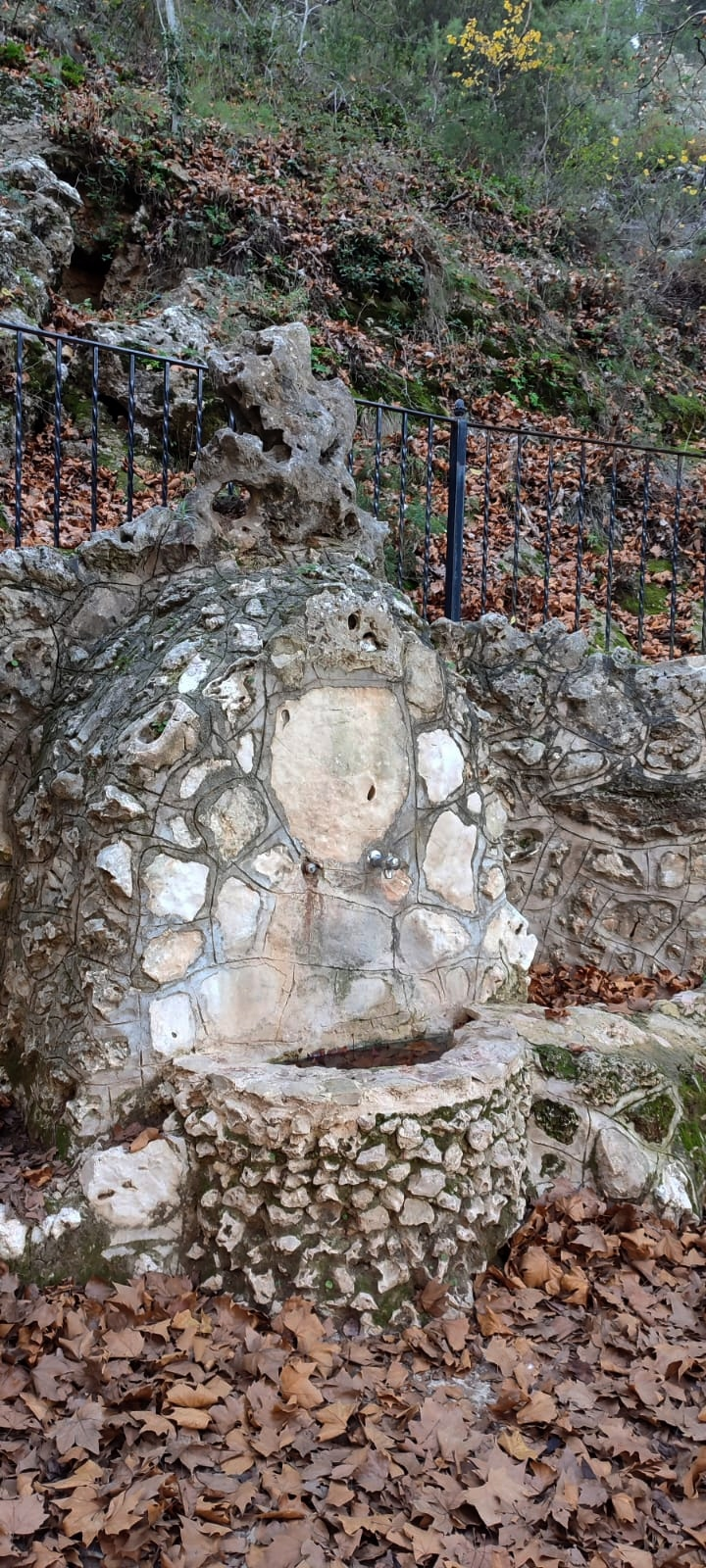
Font del Convent

### Font del Raval (Ficha PA-2.1.2)

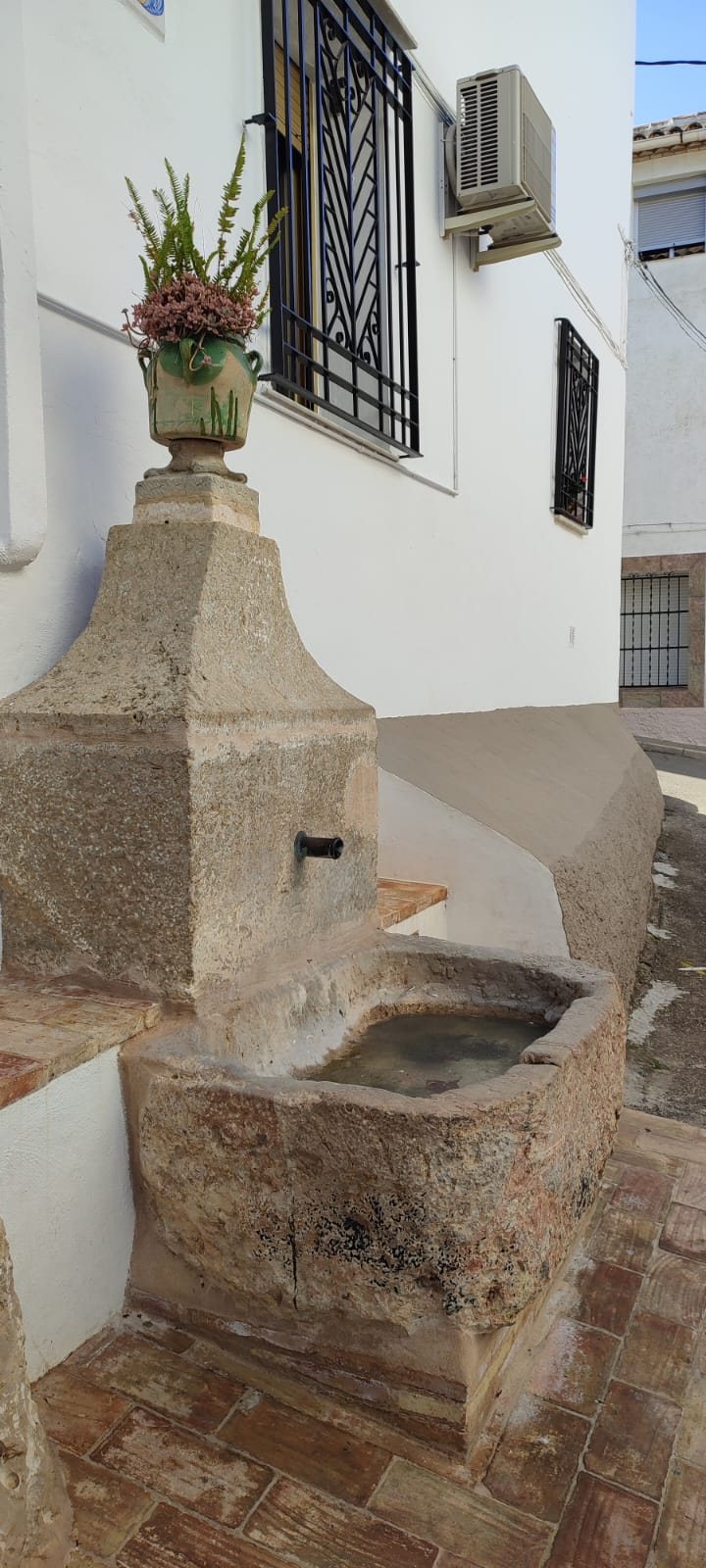
Font del Raval

### Font del Bonell (Ficha PI-2.1.3)

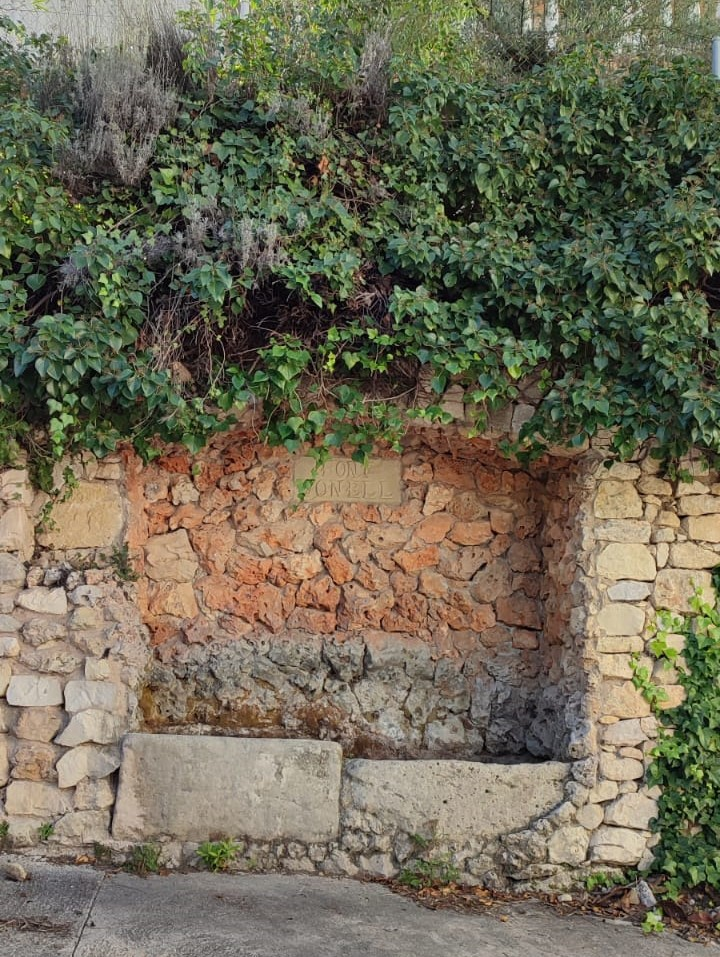
Font del Bonell

### Font de la Barxeta (Ficha PA-2.1.6)

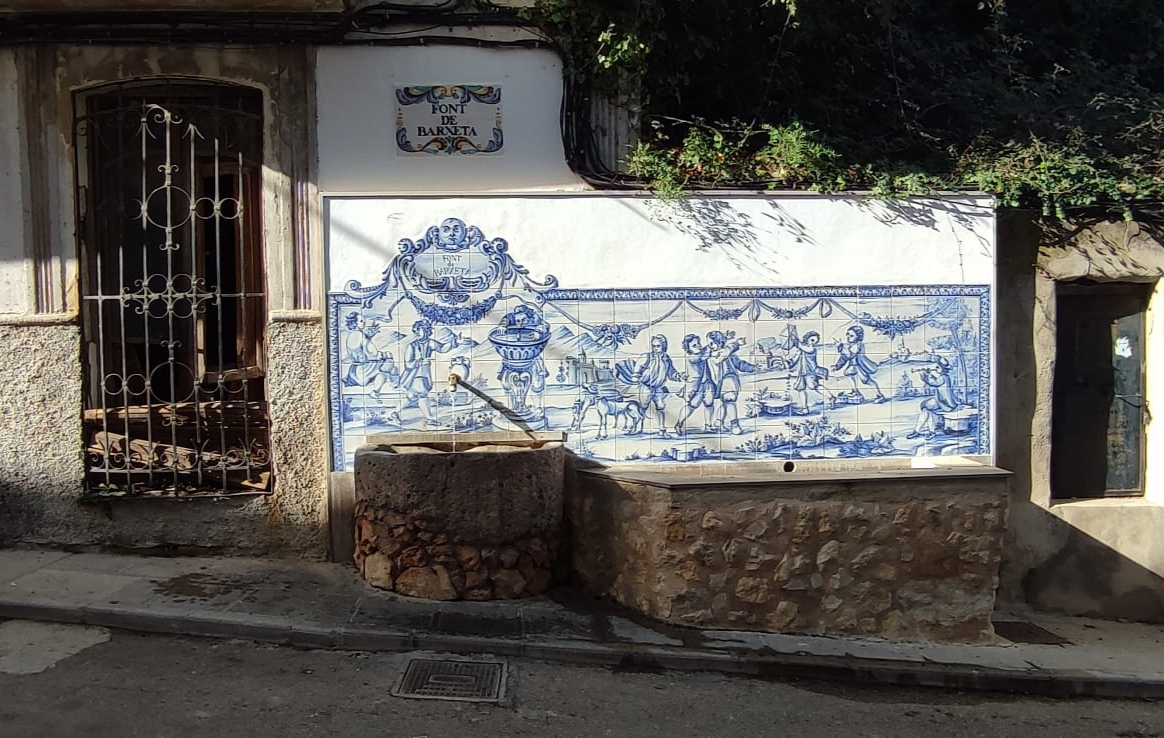
Font de la Barxeta

### Font del Mig (Ficha P2-2.1.5)

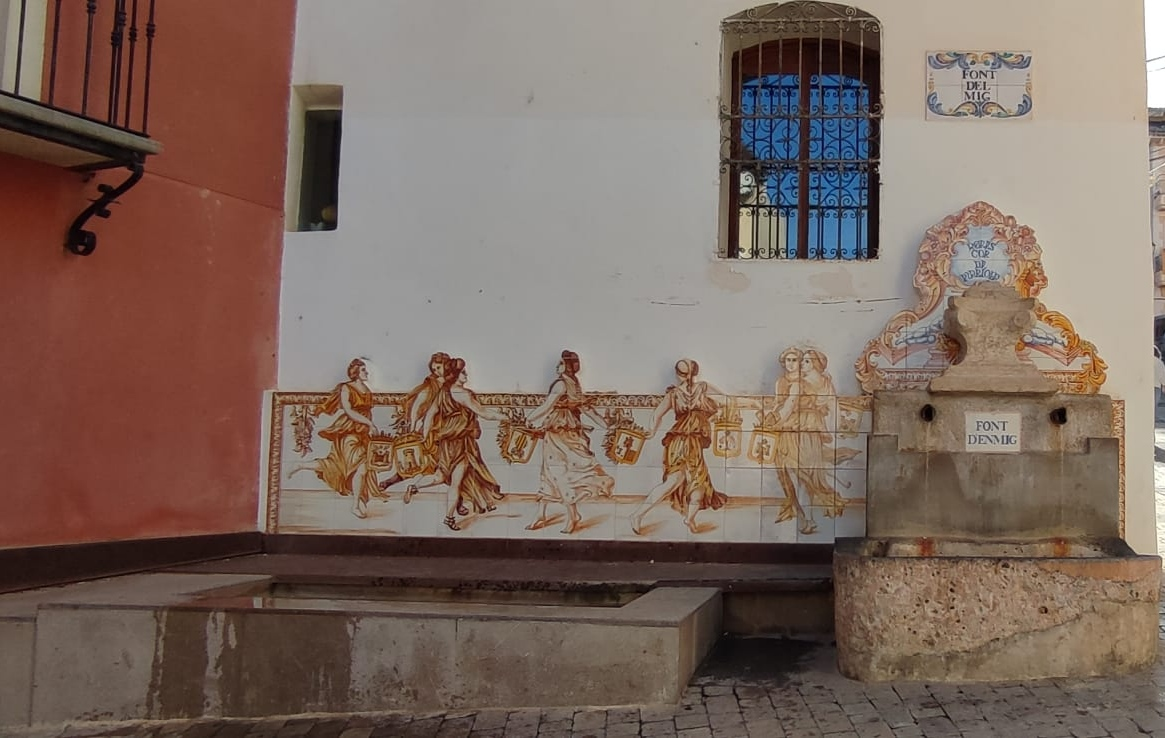
Font del Mig